# Fußball-Weltmeisterschaft 1994/Saudi-Arabien
Dieser Artikel behandelt die saudi-arabische Fußballnationalmannschaft bei der Fußball-Weltmeisterschaft 1994. Es war die erste Teilnahme Saudi-Arabiens an der Endrunde einer Fußball-Weltmeisterschaft.

## Qualifikation

### Erste Runde
| Macao         | – | Saudi-Arabien | 0:6 |
| Malaysia      | – | Saudi-Arabien | 1:1 |
| Kuwait        | – | Saudi-Arabien | 0:0 |
| Saudi-Arabien | – | Macao         | 8:0 |
| Saudi-Arabien | – | Malaysia      | 3:0 |
| Saudi-Arabien | – | Kuwait        | 2:0 |

### Finalrunde
| Saudi-Arabien | – | Japan         | 0:0 |
| Nordkorea     | – | Saudi-Arabien | 0:2 |
| Südkorea      | – | Saudi-Arabien | 1:1 |
| Irak          | – | Saudi-Arabien | 1:1 |
| Saudi-Arabien | – | Iran          | 4:3 |

## Saudi-arabisches Aufgebot
| Nummer     | Name                       | Damaliger Verein      | Geburtstag | Länderspiele |
| Torhüter   | Torhüter                   | Torhüter              | Torhüter   | Torhüter     |
| ---------- | -------------------------- | --------------------- | ---------- | ------------ |
| 1          | Mohammad ad-Daʿayyaʿ       | Al-Ta'ee              | 02.08.1972 |              |
| 21         | Hussein al-Sadiq           | al-Qadisiya al-Chubar | 15.10.1973 |              |
| 22         | Ibrahim al-Helwah          | Al-Riyadh             | 18.08.1972 |              |
| Abwehr     |                            |                       |            |              |
| 2          | Abdullah al-Dosari         | Al-Ittihad            | 01.11.1969 |              |
| 3          | Mohammed al-Khilaiwi       | Al-Ittihad            | 21.08.1971 |              |
| 4          | Abdullah Zubromawi         | Al-Ahli               | 15.11.1973 |              |
| 5          | Ahmad Jamil Madani         | Al-Ittihad            | 06.01.1970 |              |
| 13         | Mohammad al-Jawad          | Al-Ahli               | 28.11.1962 |              |
| 15         | Saleh al-Dawod             | Al-Shabab             | 24.09.1968 |              |
| 17         | Yasser al-Taifi            | Al-Riyadh             | 10.05.1971 |              |
| 18         | Awad al-Anazi              | Al-Shabab             | 24.09.1968 |              |
| Mittelfeld |                            |                       |            |              |
| 6          | Fuad Amin                  | Al-Shabab             | 13.10.1972 |              |
| 8          | Fahd al-Harifi al-Bischi   | Al-Nasr               | 10.09.1965 |              |
| 14         | Khalid al-Muwallid         | Al-Ahli               | 23.11.1971 |              |
| 16         | Talal Jebreen              | Al-Riyadh             | 25.09.1973 |              |
| 19         | Hamzah Saleh               | Al-Ahli               | 19.04.1967 |              |
| Angriff    |                            |                       |            |              |
| 7          | Fahad al-Ghesheyan         | Al-Hilal              | 01.08.1973 |              |
| 9          | Madschid Mohammed Abdullah | Al-Nasr               | 11.01.1959 |              |
| 10         | Said al-Uwairan            | Al-Shabab             | 19.08.1967 |              |
| 11         | Fahad al-Mehallel          | Al-Shabab             | 11.11.1970 |              |
| 12         | Sami al-Dschabir           | Al-Hilal              | 11.12.1972 |              |
| 20         | Hamzah Falatah             | Al Ohud Club          | 09.10.1972 |              |
| Trainer    |                            |                       |            |              |
|            | Jorge Solari               |                       | 11.11.1941 |              |

## Spiele der saudi-arabischen Mannschaft

### Vorrunde
| Pl. | Land          | Sp. | S | U | N | Tore    | Diff. | Punkte |
| --- | ------------- | --- | - | - | - | ------- | ----- | ------ |
| 1.  | Niederlande   | 3   | 2 | 0 | 1 | 004:300 | +1    | 06     |
| 2.  | Saudi-Arabien | 3   | 2 | 0 | 1 | 004:300 | +1    | 06     |
| 3.  | Belgien       | 3   | 2 | 0 | 1 | 002:100 | +1    | 06     |
| 4.  | Marokko       | 3   | 0 | 0 | 3 | 002:500 | −3    | 0      |

| Mo., 20. Juni 1994, 19:30 Uhr in Washington, D.C. |   |               |           |
| Niederlande                                       | – | Saudi-Arabien | 2:1 (0:1) |
| Sa., 25. Juni 1994, 12:30 Uhr in East Rutherford  |   |               |           |
| Saudi-Arabien                                     | – | Marokko       | 2:1 (2:1) |
| Mi., 29. Juni 1994, 12:30 Uhr in Washington, D.C. |   |               |           |
| Belgien                                           | – | Saudi-Arabien | 0:1 (0:1) |

In der Gruppe F belegten drei Teams punktgleich die ersten drei Plätze mit jeweils zwei Siegen. Alle Spiele endeten mit Erfolgen von einem Tor Unterschied. Die Niederlande wurden mit identischem Punkt- und Torverhältnis Erster vor Saudi-Arabien, das im direkten Vergleich gegen Oranje 1:2 unterlag. Als drittes Team zog Belgien ins Achtelfinale ein, das seinen Nachbarn 1:0 bezwang. Marokko schlug sich als Vierter trotz der drei Niederlagen gut, denn die fielen mit zweimal 1:2 und einmal 0:1 äußerst knapp aus.

### Achtelfinale
| Sa., 25. Juni 1994, 12:30 Uhr in East Rutherford |   |          |           |
| Saudi-Arabien                                    | – | Schweden | 1:3 (0:1) |

Schweden startete gut in die Begegnung gegen Außenseiter Saudi-Arabien, der in der Vorrunde überraschend starke Leistungen gezeigt hatte. Durch Tore von Dahlin und Kennet Andersson gingen die Skandinavier 2:0 in Führung. Die Saudis kamen jedoch vier Minuten vor dem Abpfiff noch einmal auf 1:2 heran, bevor wiederum Andersson mit dem 3:1 den Schlusspunkt dieser Partie setzte.
1994 |
1998 |
2002 |
2006 |
2018 |
2022 |
Überblick